# Ølsted Station
Ølsted Station er en dansk jernbanestation i Ølsted. Den blev åbnet i 1897.

## Ekstern henvisning
- Wikimedia Commons har flere filer relateret til Ølsted Station

Ølsted
| Foregående station    |  | Lokaltog           |  | Efterfølgende station    |
| --------------------- |  | ------------------ |  | ------------------------ |
| Grimstrupmod Hillerød |  | Frederiksværkbanen |  | Kregmemod Hundested Havn |

55°55′22.89″N 12°4′23.19″Ø / 55.9230250°N 12.0731083°Ø